# Френска нова вълна
Нова вълна е направление във френското кино от края на 50-те и 60-те години на XX век.
Движението от дебютиращи кинематографисти, е наречено за първи път „Нова вълна“ в статия в сп. „Експрес“ от Франсоаз Жиру през 1957 г.
Едни от най-изявените и доказани като лидери на френската „новата вълна“ са Франсоа Трюфо („400-те удара“, „Жюл и Жим“), Жан-Люк Годар („До последен дъх“, „Мъжки род, женски род“, „Лудият Пиеро“), Ерик Ромер („Знакът на лъва“, „Моята нощ у Мод“, „Коляното на Клер“), Клод Шаброл („Хубавият Серж“, „Братовчедите“), Луи Мал, Ален Рене („Хирошима, моя любов“, „Миналата година в Мариенбад“), Жак Ривет, Анес Варда и др.
Новите френски режисьори се възползват от напредналата техника – по-леки камери и по-чувствителни ленти, създадени за снимане при естествена светлина – и „освобождават“ филмите от затвора на киностудиото, снимайки на улицата, с млади и непознати актьори и с малко пари. Сценариите често се пренаписват в движение или се променят до неузнаваемост от импровизациите на режисьора и актьорите, от спонтанно възникнали на снимачната площадка идеи.